# Dwergcicaden
Dwergcicaden of bladspringers (Cicadellidae) zijn een familie van insecten die behoren tot de onderorde cicaden (Auchenorrhyncha). Ze vormen een van de grootste en meest diverse families binnen de halfvleugeligen, met wereldwijd meer 23.000 beschreven soorten. Dwergcicaden zijn zeer kleine insecten, ze worden tussen de 3–20 millimeter in lengte. Ze zijn te herkennen aan hun wigvormige lichaam en de rij doornige stekels op de achterpoten. De achterpoten zijn krachtig en geven dwergcicaden een opvallend springvermogen. 
Dwergcidaden zijn uitgesproken planteneters. Ze leggen hun eitjes in plantweefsel en doorlopen vijf nimfenstadia voordat ze volwassen (imago) worden. De monddelen zijn gespecialiseerd om het sap uit bladeren en andere plantendelen te zuigen. Deze voedingswijze kan soms aanzienlijke schade opleveren aan hun waardplanten. Bovendien zijn veel soorten een vector van virussen en fytoplasma's die de groei van planten aantasten. Hierdoor gelden sommige dwergcicaden als ernstige plaaginsecten in de landbouw.

## Kenmerken
Dwergcicaden hebben slank, lang lichaam dat ongeveer 3–20 millimeter groot wordt. Sommige tropische soorten kunnen wel drie centimeter lang worden, maar dit is uitzonderlijk. Het lichaam is over het algemeen bruin of groen, soms met felgekleurde strepen of stippen. De kop is breed en van daaruit loopt het lichaam smal uit naar achteren. De antennen zijn kort en eindigen in een fijne borstel (arista). Op de bovenzijde van de kop bevinden zich de enkelvoudige ogen (ocelli).
Een van hun meest onderscheidende kenmerken zijn de achterpoten: deze zijn voorzien van rijen doornige stekels en haartjes die hen in staat stellen om met krachtige sprongen te ontsnappen aan predatoren of snel van plant tot plant te verplaatsen. De haartjes hebben daarnaast de taak om secreten (met waterafstotende stofjes of feromonen) over het lichaam te verspreiden. De tarsi (uiteinden van de poten) zijn drieledig. De voorpoten zijn naar voren gericht en in mindere mate verdikt.

## Leefwijze
Dwergcicaden leven zonder uitzondering van plantensappen en zuigen het voedsel op middels de tot zuigsnuit omgebouwde monddelen. Ze zijn zeer beweeglijk. Volwassen cicaden springen of vliegen bij de geringste verstoring weg, terwijl de onvolwassen, nog ongevleugelde, cicaden naar de schaduwzijde van een blad of naald rennen. Hierdoor valt de aanwezigheid van dwergcicaden nauwelijks op.

## Voortplanting
Het legsel bestaat uit honderden eitjes, verdeeld over 6 tot 8 weken.

## Schade aan planten
Een aantal soorten is schadelijk in de land- en tuinbouw en met name in kassen kunnen ze massaal voorkomen. De schade bestaat uit vraatschade die zich uit in kleine stippeltjes die een rij vormen, ook kunnen verschillende plantenziektes worden overgebracht. Onder de aangetaste gewassen vallen: rijst, maïs, katoen en suikerriet.

## Taxonomie
De volgende taxa zijn bij de familie ingedeeld:

### Onderfamilies
- Aphrodinae Haupt, 1927 [1859]
- Cicadellinae Latreille, 1825
- Coelidiinae Dohrn, 1859
- Deltocephalinae Fieber, 1869
- Errhomeninae Fieber, 1872
- Eurymelinae Amyot & Audinet-Serville, 1843
- Evacanthinae Crumb, 1911
- Hylicinae Distant, 1908
- Iassinae Walker, 1869
- Ledrinae Fairmaire, 1855
- Megophthalminae Kirkaldy, 1906 [1859]
- Mileewinae Evans, 1947
- Neobalinae Linnavuori, 1959
- Neocoelidiinae Oman, 1943
- Nioniinae Oman, 1943
- Signoretiinae Baker, 1915
- Tartessinae Distant, 1908
- Typhlocybinae Kirschbaum, 1868
- Ulopinae Le Peletier & Audinet-Serville, 1828

### Geslachten
- Algothyma Melichar, 1926
- Betarmonia Melichar, 1926
- Camptelasmus Spinola, 1850
- Cololedra Evans, 1969
- Discocephalana Metcalf, 1952
- Euryogonia Melichar, 1926
- Hemipeltis Spinola, 1850
- Ohausia Schmidt, 1911
- Piezauchenia Spinola, 1850
- Scariites Hamilton, 1996
- Selenopsis Spinola, 1850
- Turitia Schumacher, 1912

### Soorten (geslachten onzeker)
- Bythoscopus immemorans Walker, 1858
- Chudania exposita Jacobi, 1944
- Cicada erythrophthalma Schrank, 1776
- Cicada quadriverrucata Fabricius, 1794
- Jassus knoblockii Hummel, 1825
- Jassus puerpera Costa, 1834
- Jassus sexpunctatus Costa, 1834
- Kolla seychellensis Distant, 1917
- Selenocephalus irroratus Melichar, 1911
- Selenocephalus micans Stål, 1858
- Tettigoniella iocasta Distant, 1908

## Enkele bekendere soorten met hun waardplanten
| Soort                                         | Waardplanten |
| --------------------------------------------- | --- |
| Aphrodes bicincta (Schrank, 1776)             | Astragalus alpinus, Brassica, Capsella bursa-pastoris, Cirsium, Erigeron canadensis, Lotus corniculatus, Plantago major, Rumex, Tanacetum vulgare, Taraxacum officinale, Trifolium arvense, Trifolium hybridum, Trifolium pratense, Urtica |
| Evacanthus interruptus (Linnaeus, 1758)       | Angelica archangelica, Arctium, Chamerion angustifolium, Cirsium, Eupatorium, Lamium, Petasites, Senecio, Urtica |
| Graphocephala fennahi Young, 1977             | Rhododendron ponticum |
| Ledra aurita (Linnaeus, 1758)                 | Esdoorn, Alnus glutinosa, Betula, Corylus avellana, Eupatorium cannabinum, Fagus, Malus domestica, Populus tremula, Quercus pyrenaica, Quercus robur, Salix cinerea, Tilia |
| Empoasca decipiens Paoli, 1930                | Citrullus lanatus, Kornoelje, Corylus, Datura stramonium, Glycine max, Gossypium, Hedera helix, Lycopersicon, Medicago sativa, Prunus, Ricinus communis, Rozen, Rubus, Rumex, Vlier, Solanum tuberosum, Symphytum officinale, Vicia faba |
| Eupteryx atropunctata (Goeze, 1778)           | Adenostyles, Alcea rosea, Allium, Althaea officinalis, Apium, Alsem, Ballota, Beta vulgaris, Hennep, Carduus nutans, Centaurea, Cirsium, Clinopodium, Dahlia, Daucus carota, Helianthus annuus, Inula helenium, Lactuca sativa, Lamium album, Leucanthemum vulgare, Malva, Melissa officinalis, Mentha aquatica, Mentha longifolia, Mentha piperita, Nepeta, Ocimum basilicum, Origanum, Pastinaca sativa, Petasites hybridus, Phaseolus vulgaris, Rudbeckia hirta, Salvia officinalis, Salvia sclarea, Satureja, Solanum melongena, Solanum tuberosum, Stachys germanica, Tanacetum balsamita, Tanacetum vulgare, Thalictrum flavum, Verbascum thapsus, Vicia faba, Xanthium |
| Edwardsiana rosae (Linnaeus, 1758)            | Crataegus, Malus domestica, Prunus avium, Prunus dulcis, Prunus spinosa, Rosa canina, Rubus, Sorbus aucuparia |
| Ribautiana tenerrima (Herrich-Schäffer, 1834) | Alnus glutinosa, Corylus avellana, Rubus caesius, Rubus fruticosus, Rubus idaeus |
| Viridicerus ustulatus (Mulsant & Rey, 1855)   | witte abeel, grauwe abeel |

## In Nederland waargenomen soorten
- Genus: Acericerus
  - Acericerus heydenii
  - Acericerus ribauti
  - Acericerus vittifrons
- Genus: Adarrus
  - Adarrus multinotatus
- Genus: Agallia
  - Agallia brachyptera
  - Agallia consobrina
- Genus: Aguriahana
  - Aguriahana pictilis
  - Aguriahana stellulata
- Genus: Alebra
  - Alebra albostriella
  - Alebra coryli
  - Alebra neglecta
  - Alebra viridis
  - Alebra wahlbergi
- Genus: Allygidius
  - Allygidius atomarius
  - Allygidius commutatus
- Genus: Allygus
  - Allygus communis
  - Allygus maculatus
  - Allygus mixtus
  - Allygus modestus
- Genus: Alnetoidea
  - Alnetoidea alneti - (Gele vruchtboomcicade)
- Genus: Anaceratagallia
  - Anaceratagallia frisia
  - Anaceratagallia ribauti
  - Anaceratagallia venosa
- Genus: Anoscopus
  - Anoscopus albifrons
  - Anoscopus albiger
  - Anoscopus flavostriatus
  - Anoscopus histrionicus
  - Anoscopus limicola
  - Anoscopus serratulae
- Genus: Aphrodes
  - Aphrodes aestuarina
  - Aphrodes bicincta
  - Aphrodes makarovi
- Genus: Arboridia
  - Arboridia erecta
  - Arboridia parvula
  - Arboridia ribauti
  - Arboridia velata
- Genus: Arocephalus
  - Arocephalus longiceps
  - Arocephalus punctum
- Genus: Arthaldeus
  - Arthaldeus arenarius
  - Arthaldeus pascuellus
  - Arthaldeus striifrons
- Genus: Artianus
  - Artianus interstitialis
- Genus: Athysanus
  - Athysanus argentarius
  - Athysanus quadrum
- Genus: Balcanocerus
  - Balcanocerus larvatus
  - Balcanocerus pruni
- Genus: Balclutha
  - Balclutha punctata
  - Balclutha rhenana
  - Balclutha saltuella
- Genus: Batracomorphus
  - Batracomorphus allionii
- Genus: Calamotettix
  - Calamotettix taeniatus
- Genus: Chlorita
  - Chlorita paolii
- Genus: Cicadella
  - Cicadella lasiocarpae
  - Cicadella viridis - (Groene rietcicade)
- Genus: Cicadula
  - Cicadula aurantipes
  - Cicadula flori
  - Cicadula frontalis
  - Cicadula persimilis
  - Cicadula placida
  - Cicadula quadrinotata
  - Cicadula quinquenotata
  - Cicadula saturata
- Genus: Circulifer
  - Circulifer haematoceps
- Genus: Conosanus
  - Conosanus obsoletus
- Genus: Cosmotettix
  - Cosmotettix costalis
  - Cosmotettix panzeri
- Genus: Deltocephalus
  - Deltocephalus maculiceps
  - Deltocephalus pulicaris
- Genus: Dikraneura
  - Dikraneura variata
- Genus: Doratura
  - Doratura homophyla
  - Doratura impudica
  - Doratura stylata
- Genus: Dryodurgades
  - Dryodurgades antoniae
- Genus: Edwardsiana
  - Edwardsiana avellanae
  - Edwardsiana bergmani
  - Edwardsiana candidula
  - Edwardsiana crataegi - (Appelbladcicade)
  - Edwardsiana diversa
  - Edwardsiana flavescens
  - Edwardsiana frustrator
  - Edwardsiana geometrica
  - Edwardsiana gratiosa
  - Edwardsiana ishidai
  - Edwardsiana lamellaris
  - Edwardsiana lethierryi
  - Edwardsiana platanicola
  - Edwardsiana plebeja
  - Edwardsiana plurispinosa
  - Edwardsiana prunicola
  - Edwardsiana rosae - (Rozecicade)
  - Edwardsiana salicicola
  - Edwardsiana spinigera
  - Edwardsiana tersa
  - Edwardsiana ulmiphagus
- Genus: Elymana
  - Elymana sulphurella
- Genus: Emelyanoviana
  - Emelyanoviana mollicula
- Genus: Empoasca
  - Empoasca affinis
  - Empoasca decipiens
  - Empoasca pteridis
  - Empoasca vitis - (Fuchsiacicade)
- Genus: Erotettix
  - Erotettix cyane
- Genus: Errastunus
  - Errastunus ocellaris
- Genus: Errhomenus
  - Errhomenus brachypterus
- Genus: Erythria
  - Erythria aureola
- Genus: Erzaleus
  - Erzaleus metrius
- Genus: Eupelix
  - Eupelix cuspidata
- Genus: Eupterycyba
  - Eupterycyba jucunda
- Genus: Eupteryx
  - Eupteryx artemisiae
  - Eupteryx atropunctata - (Chrysantecicade)
  - Eupteryx aurata
  - Eupteryx calcarata
  - Eupteryx collina
  - Eupteryx curtisii
  - Eupteryx cyclops
  - Eupteryx decemnotata
  - Eupteryx filicum
  - Eupteryx florida
  - Eupteryx immaculatifrons
  - Eupteryx melissae
  - Eupteryx notata
  - Eupteryx origani
  - Eupteryx rostrata
  - Eupteryx signatipennis
  - Eupteryx stachydearum
  - Eupteryx tenella
  - Eupteryx thoulessi
  - Eupteryx urticae
  - Eupteryx vittata
- Genus: Eurhadina
  - Eurhadina concinna
  - Eurhadina kirschbaumi
  - Eurhadina loewii
  - Eurhadina pulchella
  - Eurhadina ribauti
- Genus: Euscelidius
  - Euscelidius variegatus
- Genus: Euscelis
  - Euscelis distinguendus
  - Euscelis incisus
  - Euscelis lineolatus
  - Euscelis ohausi
  - Euscelis venosus
- Genus: Evacanthus
  - Evacanthus acuminatus
  - Evacanthus interruptus
- Genus: Fagocyba
  - Fagocyba carri
  - Fagocyba cruenta
- Genus: Fieberiella
  - Fieberiella florii
- Genus: Forcipata
  - Forcipata citrinella
  - Forcipata forcipata
- Genus: Fruticidia
  - Fruticidia bisignata
- Genus: Goniagnathus
  - Goniagnathus brevis
- Genus: Graphocephala
  - Graphocephala fennahi - (Rododendroncicade)
- Genus: Graphocraerus
  - Graphocraerus ventralis
- Genus: Grypotes
  - Grypotes puncticollis
- Genus: Hardya
  - Hardya tenuis
- Genus: Hauptidia
  - Hauptidia maroccana
- Genus: Henschia
  - Henschia collina
- Genus: Hephathus
  - Hephathus nanus - (Dwergmaskercicade)
- Genus: Hishimonus
  - Hishimonus hamatus
- Genus: Iassus
  - Iassus lanio
  - Iassus scutellaris
- Genus: Idiocerus
  - Idiocerus herrichii
  - Idiocerus lituratus
  - Idiocerus similis
  - Idiocerus stigmaticalis
  - Idiocerus vicinus
- Genus: Idiodonus
  - Idiodonus cruentatus
- Genus: Japananus
  - Japananus hyalinus
- Genus: Jassargus
  - Jassargus allobrogicus
  - Jassargus flori
  - Jassargus obtusivalvis
  - Jassargus pseudocellaris
  - Jassargus sursumflexus
- Genus: Kyboasca
  - Kyboasca bipunctata
- Genus: Kybos
  - Kybos abstrusus
  - Kybos butleri
  - Kybos calyculus
  - Kybos limpidus
  - Kybos lindbergi
  - Kybos mucronatus
  - Kybos populi
  - Kybos rufescens
  - Kybos smaragdula
  - Kybos strigilifer
  - Kybos virgator
- Genus: Lamprotettix
  - Lamprotettix nitidulus
- Genus: Ledra
  - Ledra aurita - (Oorcicade)
- Genus: Liguropia
  - Liguropia juniperi
- Genus: Limotettix
  - Limotettix atricapillus
  - Limotettix striola
- Genus: Lindbergina
  - Lindbergina aurovittata
- Genus: Linnavuoriana
  - Linnavuoriana decempunctata
  - Linnavuoriana sexmaculata
- Genus: Macropsis
  - Macropsis albae - (Schietwilgmaskercicade)
  - Macropsis brabantica - (Brabantse maskercicade)
  - Macropsis cerea - (Gewone maskercicade)
  - Macropsis fuscinervis
  - Macropsis fuscula - (Frambozenmaskercicade)
  - Macropsis glandacea - (Iepenmaskercicade)
  - Macropsis graminea - (Zwarte populieren maskercicade)
  - Macropsis gravesteini - (Grote maskercicade)
  - Macropsis haupti - (Gebandeerde maskercicade)
  - Macropsis impura - (Kleine maskercicade)
  - Macropsis infuscata - (Boswilgmaskercicade)
  - Macropsis marginata - (Bonte maskercicade)
  - Macropsis megerlei - (Rozenmaskercicade)
  - Macropsis najas
  - Macropsis notata - (Driepuntsmaskercicade)
  - Macropsis prasina - (Groene maskercicade)
  - Macropsis scotti - (Bramenmaskercicade)
  - Macropsis scutellata - (Brandnetelmaskercicade)
  - Macropsis vicina - (Abeelmaskercicade)
  - Macropsis viridinervis - (Amandelwilgmaskercicade)
- Genus: Macrosteles
  - Macrosteles cristatus
  - Macrosteles fieberi
  - Macrosteles frontalis
  - Macrosteles horvathi
  - Macrosteles laevis
  - Macrosteles lividus
  - Macrosteles ossiannilssoni
  - Macrosteles quadripunctulatus
  - Macrosteles sardus
  - Macrosteles septemnotatus
  - Macrosteles sexnotatus
  - Macrosteles sordidipennis
  - Macrosteles spinosus
  - Macrosteles variatus
  - Macrosteles viridigriseus
- Genus: Macustus
  - Macustus grisescens
- Genus: Megophthalmus
  - Megophthalmus scabripennis
  - Megophthalmus scanicus
- Genus: Metalimnus
  - Metalimnus formosus
- Genus: Metidiocerus
  - Metidiocerus elegans
  - Metidiocerus impressifrons
  - Metidiocerus rutilans
- Genus: Mocuellus
  - Mocuellus collinus
- Genus: Mocydia
  - Mocydia crocea
- Genus: Mocydiopsis
  - Mocydiopsis attenuata
  - Mocydiopsis parvicauda
- Genus: Neoaliturus
  - Neoaliturus fenestratus
- Genus: Notus
  - Notus flavipennis
- Genus: Oncopsis
  - Oncopsis alni - (Elzenmaskercicade)
  - Oncopsis appendiculata
  - Oncopsis avellanae - (Hazelnootmaskercicade)
  - Oncopsis carpini - (Haagbeukmaskercicade)
  - Oncopsis flavicollis - (Gewone berkenmaskercicade)
  - Oncopsis subangulata
  - Oncopsis tristis - (Kleine berkenmaskercicade)
- Genus: Ophiola
  - Ophiola cornicula
  - Ophiola decumana
  - Ophiola russeola
- Genus: Opsius
  - Opsius stactogalus
- Genus: Orientus
  - Orientus ishidae
- Genus: Ossiannilssonola
  - Ossiannilssonola callosa
- Genus: Paluda
  - Paluda flaveola
- Genus: Paradorydium
  - Paradorydium paradoxum
  - Paradorydium sp.
- Genus: Paralimnus
  - Paralimnus phragmitis
- Genus: Paramesus
  - Paramesus obtusifrons
- Genus: Pediopsis
  - Pediopsis tiliae - (Lindemaskercicade)
- Genus: Penestragania
  - Penestragania apicalis
- Genus: Penthimia
  - Penthimia nigra
- Genus: Pithyotettix
  - Pithyotettix abietinus
- Genus: Placotettix
  - Placotettix taeniatifrons
- Genus: Planaphrodes
  - Planaphrodes bifasciata
  - Planaphrodes trifasciata
- Genus: Platymetopius
  - Platymetopius major
  - Platymetopius undatus
- Genus: Populicerus
  - Populicerus albicans
  - Populicerus confusus
  - Populicerus laminatus
  - Populicerus nitidissimus
  - Populicerus populi
- Genus: Psammotettix
  - Psammotettix albomarginatus
  - Psammotettix alienus
  - Psammotettix cephalotes
  - Psammotettix confinis
  - Psammotettix excisus
  - Psammotettix helvolus
  - Psammotettix kolosvarensis
  - Psammotettix maritimus
  - Psammotettix nodosus
  - Psammotettix pallidinervis
  - Psammotettix putoni
  - Psammotettix sabulicola
- Genus: Recilia
  - Recilia coronifer
- Genus: Rhopalopyx
  - Rhopalopyx adumbrata
  - Rhopalopyx elongata
  - Rhopalopyx preyssleri
- Genus: Rhytidodus
  - Rhytidodus decimusquartus
- Genus: Rhytistylus
  - Rhytistylus proceps
- Genus: Ribautiana
  - Ribautiana alces
  - Ribautiana cruciata
  - Ribautiana debilis
  - Ribautiana scalaris
  - Ribautiana tenerrima
  - Ribautiana ulmi - (Iepecicade)
- Genus: Sagatus
  - Sagatus punctifrons
- Genus: Sardius
  - Sardius argus
- Genus: Sorhoanus
  - Sorhoanus assimilis
  - Sorhoanus xanthoneurus
- Genus: Speudotettix
  - Speudotettix subfusculus
- Genus: Stenidiocerus
  - Stenidiocerus poecilus
- Genus: Streptanus
  - Streptanus aemulans
  - Streptanus marginatus
  - Streptanus okaensis
  - Streptanus sordidus
- Genus: Stroggylocephalus
  - Stroggylocephalus agrestis
  - Stroggylocephalus livens
- Genus: Synophropsis
  - Synophropsis lauri
- Genus: Thamnotettix
  - Thamnotettix confinis
  - Thamnotettix dilutior
- Genus: Tremulicerus
  - Tremulicerus distinguendus
  - Tremulicerus fulgidus
  - Tremulicerus tremulae
  - Tremulicerus vitreus
- Genus: Turrutus
  - Turrutus socialis
- Genus: Typhlocyba
  - Typhlocyba quercus - (Gevlekte eikencicade)
- Genus: Ulopa
  - Ulopa reticulata - (Heidecicade)
- Genus: Verdanus
  - Verdanus orientalis
- Genus: Viridicerus
  - Viridicerus ustulatus
- Genus: Wagneripteryx
  - Wagneripteryx germari
- Genus: Zonocyba
  - Zonocyba bifasciata
- Genus: Zygina
  - Zygina angusta
  - Zygina flammigera
  - Zygina griseombra
  - Zygina hyperici
  - Zygina lunaris
  - Zygina nivea
  - Zygina ordinaria
  - Zygina rosea
  - Zygina rubrovittata
  - Zygina schneideri
  - Zygina suavis
  - Zygina tiliae
- Genus: Zyginella
  - Zyginella pulchra
- Genus: Zyginidia
  - Zyginidia scutellaris